# CollegeHumor
CollegeHumor je americký komediální internetový server. Obsahuje jednak vlastní původní komediální tvorbu (videa, články), jednak obdobná díla nahraná uživateli. Stránka byla založena v roce 1999 Joshem Abramsonem a Rickym Van Veenem.
Pod hlavičkou CollegeHumor Originals jsou na serveru publikována původní komediální videa, hraná i animovaná. Patří mezi ně např. seriály Jake and Amir, Very Mary-Kate, Everyday Acting nebo Dinosaur Office. Kromě toho jsou s názvem CollegeHumor Originals vydávány i různé jednorázové komediální skeče, krátké filmy a videoklipy.
Samotná stránka byla v roce 2007 nominována na cenu Webby Award, přičemž tuto cenu získalo několik jejich skečů (např. „Pixar Intro Parody“) nebo seriálů (např. Jake and Amir).